# 젖소부인 바람났네
《젖소부인 바람났네》는 대한민국의 16mm 에로 영화이다. 1995년에 처음으로 제작되었고 공전의 히트를 기록하여 시리즈물로 계속 제작되었다. 영화관에서 개봉하지 않고 비디오로만 제작했다. 이 영화를 계기로 대한민국에서 만들어지는 16mm 에로 영화가 비디오 대여점에서 큰 인기를 끌었으며, 이 영화의 제목을 본따 '꽈배기부인 몸풀렸네', '자라부인 뒤집혔네'처럼 '○○부인 ○○했네'식의 수없이 많은 아류작이 만들어졌다. 주인공 진도희도 매우 유명해졌다.
한편, 해당 영화의 제작자인 영화배우 출신 한지일과 여주인공이었던 진도희가 1996년  SBS 코미디 프로그램 <코미디 펀치펀치>의 한 코너인 '정경부인 바람날까'에서 호흡을 맞춰 화제가 되었지만 "성인용 비디오 영화의 주인공을 TV에 고정 출연시키는 것은 프로그램의 질적 저하를 초래한다"는 지적을 산 데 이어 급기야 <코미디 펀치펀치>가 1996년 9월 8일 방송분부터 와이드 편성되면서 '정경부인 바람날까' 코너도 막을 내렸으며 이 코너에서 주인공 정경부인 역을 맡았던 이성미는 '정경부인 바람날까' 이후 MC 위주로 활동했다가 KBS 2TV 《코미디 세상만사》의 한 코너로 1999년 봄 개편 때 신설된 '열받는 사람들'로 코미디 프로그램 활동을 재개했으나 《코미디 세상만사》가  99년 9월 초  포맷을 정통 콩트 코미디로 변경한 동시에 모든 코너를 물갈이하면서 '열받는 사람들' 코너가 폐지되어 이성미의 KBS 복귀는 실패로 끝났다.

## 출연

### 주연
- 진도희
- 윤보라
- 권미나